# Półwsie Zwierzynieckie

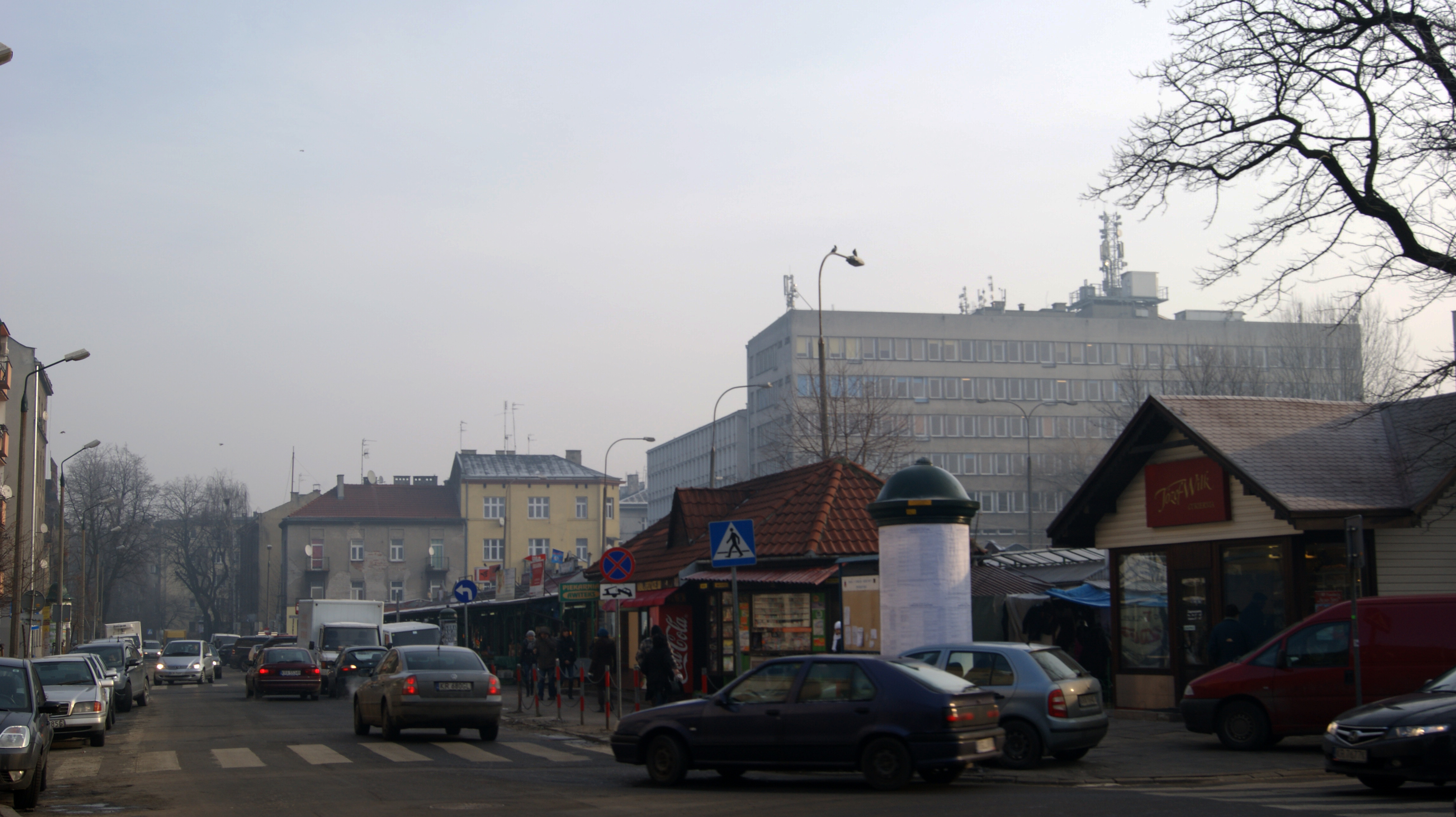
Na-Stawach-Platz, Zentrum von Półwsie Zwierzynieckie

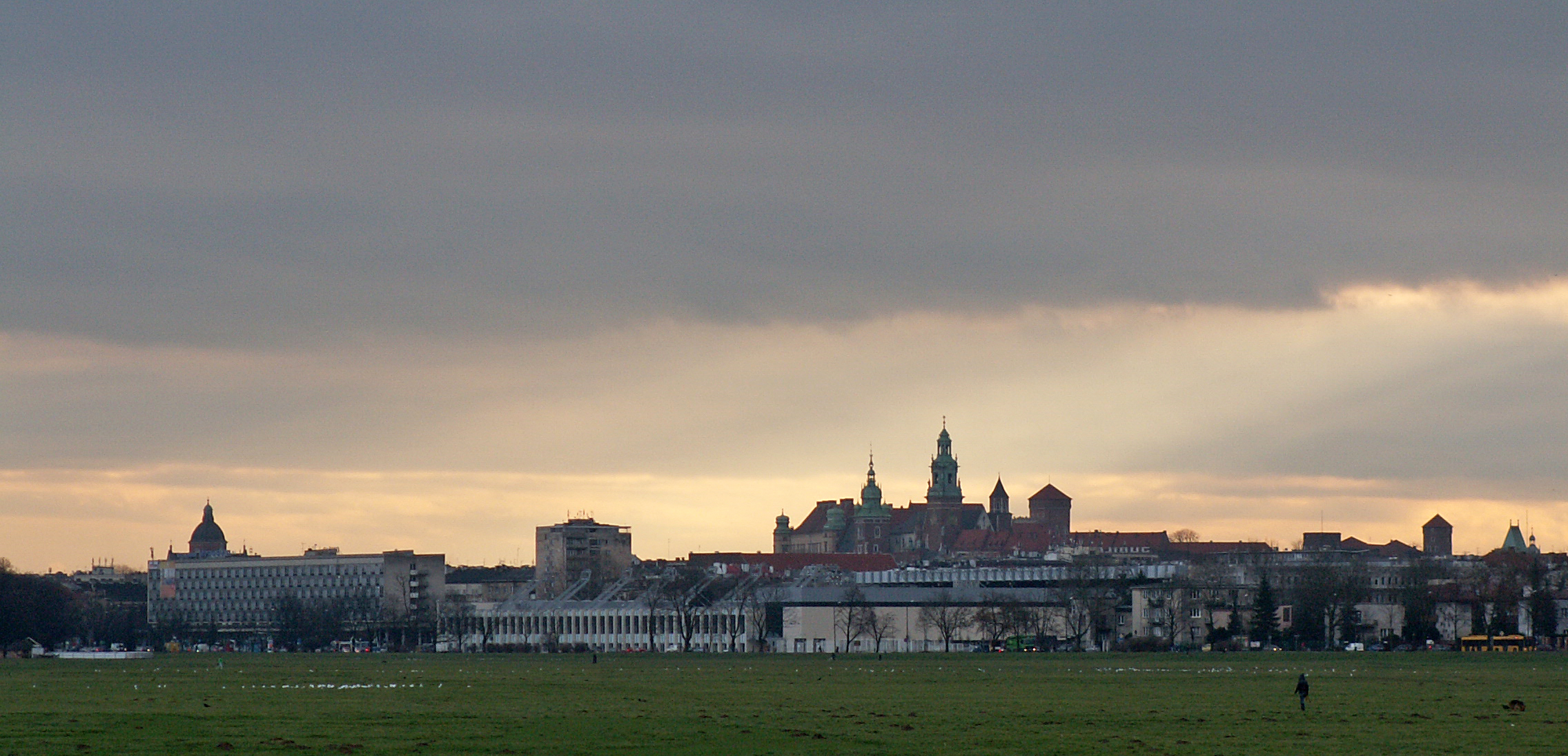
Blick von Błonia, mit dem Wawel im Hintergrund

Półwsie Zwierzynieckie ist ein ehemaliges Dorf an der Mündung der Rudawa in die Weichsel, westlich der Krakauer Altstadt im Verwaltungsbezirk Zwierzyniec von Krakau in Polen.
In Półwsie befinden sich u. a. die Błonia-Wiesen und das Cracovia-Stadion.

## Geschichte
Das Dorf wurde im Jahr 1327 auf dem Grund des Dorfs Zwierzyniec am linken Ufer der Rudawa von Prämonstratensern nach deutschem Recht als Media Villa gegründet. Im Krakauer Schöffenbuch sowie im Krakauer Stadtbuch wurde das Dorf im späten 14. Jahrhundert auch einmal als Halbindorf erwähnt. Der polnische Name Polwszye erschien im Jahr 1439, danach parte ville Szwerzynyecz Polwsze vocate (1451/1512), Media Villa alias Poluwszye (1470–1480), das Adjektiv Zwierzynieckie wurde im 18. Jahrhundert zugefügt.
Bei der dritten Teilung Polens wurde es 1795 Teil des habsburgischen Kaiserreichs. In den Jahren 1815–1846 gehörte das Dorf zur Republik Krakau, 1846 wurde es als Teil des kurzlebigen Großherzogtums Krakau in die Länder des Kaisertums Österreich annektiert. Ab dem Jahr 1855 gehörte es zum Bezirk Krakau.
Im Jahr 1900 hatte die Gemeinde Półwsie Zwierzynieckie 34 Hektar Fläche, 84 Häuser mit 2705 Einwohnern, davon die Mehrheit polnischsprachig (2532) und römisch-katholisch (2418), außerdem 37 deutschsprachig, 249 Juden, 35 griechisch-katholisch.
In den Jahren 1903 bis 1912 wurde das alte Flussbett der Rudawa zugeschüttet. An der Wende des 19. Jahrhunderts wurde Półwsie urbanisiert. Um das Jahr 1908 gründeten Krakauer Beamte westlich von Półwsie bei Zwierzyniec eine Villenbebauung, die später Salwator genannt wurde. Der Na-Stawach-Platz am Ort eines ausgedörrten Teichs wurde zum Zentrum des Orts.
Am 13. November 1909 wurde die Gemeinde nach Krakau eingemeindet. Im Jahr 1921 hatte der Stadtteil Półwsie (XII) 234 Gebäude mit 5067 Einwohnern, die größte Minderheit der Juden zählte 354 Menschen.